# Pîsareva Volea, Volodîmîr-Volînskîi
Pîsareva Volea (în ucraineană Писарева Воля) este un sat în comuna Bilîn din raionul Volodîmîr-Volînskîi, regiunea Volînia, Ucraina.

## Demografie
Componența lingvistică a localității Pîsareva Volea
     Ucraineană (90,48%)
     Rusă (9,52%)
Conform recensământului din 2001, majoritatea populației localității Pîsareva Volea era vorbitoare de ucraineană (90,48%), existând în minoritate și vorbitori de rusă (9,52%).